# خوان فرانسيسكو دي فيدال
خوان فرانسيسكو دي فيدال (بالإنجليزية: Juan Francisco de Vidal)‏ (و. 1800 – 1863 م) هو سياسي، وعسكري محترف من بيرو ولد في ليما.